# Juan Gabriel Ferreira
Juan Gabriel Ferreira (Provincia de San Luis, 10 de noviembre de 1988) es ex un futbolista argentino. Su posición es la de defensor y su último club fue en el Club Camioneros

## Trayectoria
Comenzó su carrera en el Club Atlético Talleres (Remedios de Escalada). En 2012 fue cedido al Club Villa Dálmine, en donde jugó hasta fines de 2015. En 2016 firma con el Club Deportivo Moron, hoy por hoy se encuentra en el Club Social y Cultural Deportivo Laferrere que milita en la Primera C la cuarta categoría del fútbol argentino.

## Clubes
| Club                 | País      | Año             |
| -------------------- | --------- | --------------- |
| Talleres             | Argentina | 2012            |
| Villa Dálmine        | Argentina | 2012 - 2015     |
| Club Deportivo Moron | Argentina | 2016 - 2018     |
| Deportivo Laferrere  | Argentina | 2018 - Presente |